# Shaman (album)
Pour les articles homonymes, voir Shaman.
Albums de Santana
The Essential Santana
(2002) All That I Am
(2005)
Singles
1. The Game of Love
Sortie : 17 septembre 2002
2. Nothing at All
Sortie : mars 2003
3. Why Don't You & I
Sortie : 8 avril 2003
4. Feels Like Fire
Sortie : juin 2003

Shaman est le 19e album studio du groupe rock latino Santana. Il est sorti le 22 octobre 2002 sur le label Arista et a été produit par Clive Davis et Carlos Santana. 

## Historique
Le premier single de l'album The Game Of Love met en vedette Michelle Branch, alors que Why Don't You & I avec Chad Kroeger de Nickelback au chant, a été réenregistré pour sa parution en single en 2003 avec Alex Band du groupe The Calling.
Comme l'album précédent Supernatural, Shaman présente divers artistes du rock, du hip-hop et de la pop, ainsi que la vedette d'opéra espagnol Placido Domingo. De Dido à Chad Kroeger, de Macy Gray à Michelle Branch, de Seal à Musiq, on a une belle variété de styles vocaux mais toujours la patine de Carlos Santana et sa guitare typique. Il reprend la chanson Mabouya de Tabou Combo sous le titre Foo Foo.

## Réception
Shaman est sorti le 22 octobre 2002 et démarre comme numéro 1 au Billboard 200 avec 298 973 copies écoulées la première semaine. L'album est certifié double platinum par la RIAA et s'est vendu à plus de 5 000 000 de copies à travers le monde.
Le single The Game of Love a reçu en 2003 le Grammy Award « Best Pop Collaboration With Vocals».

## Liste des titres
1. Adouma (Angelique Kidjo, J. Hebrall) - 4:15
2. Nothing at All (avec Musiq) (Rob Thomas, Cori Rooney)- 4:28
3. The Game of Love (avec Michelle Branch) (Gregg Alexander, Rick Nowels)- 4:15
4. You Are My Kind (avec Seal) (Thomas) - 4:19
5. Amoré (Sexo) (avec Macy Gray) (Macy Gray, Lester Mendez, Dallas Austin, Javier Vazquez) - 3:51
6. Foo Foo (Yvon Andre, Roger Eugene, Yves Joseph, Hermann Nau, Claude Jean) - 6:28
7. Victory Is Won (Carlos Santana) - 5:20
8. Since Supernatural (avec Melkie Jean & Governor Washington) (Wyclef Jean/Jerry Duplessis/Governor Washington) - 4:32
9. America (avec P.O.D.) (Sonny, Marcos, Traa, Wuv (P.O.D.)) - 4:35
10. Sideways (avec Citizen Cope) (Clarence Greenwood (Citizen Cope)) - 4:41
11. Why Don't You & I (avec Chad Kroeger) (Chad Kroeger) - 4:34
12. Feels Like Fire (avec Dido) (Dido Armstrong, Rollo Armstrong, Pnut) - 4:39
13. Aye Aye Aye (Michael Shrieve, Santana, Karl Perazzo, Raul Rekow) - 4:45
14. Hoy Es Adios (avec Alejandro Lerner) (Klaus Derendorf, Jean-Yves Docornet, Alejandro Lerner) - 4:37
15. One of These Days (avec Ozomatli) (J. B. Eckl, K. C. Porter, Carlos Santana) - 5:51
16. Novus (avec Plácido Domingo) (Santana, Gabor Szabo, Walter Afanasieff, Greg DiGiovine, Ritchie Rome) - 4:10

La version internationale (hors États-Unis) propose la chanson Let Me Love You Tonight à la place de Since Supernatural.

## Personnel
Selon le livret inclut avec l'album :
- Adouma
  - Guitare, chant – Carlos Santana
  - Claviers – Chester D Thompson
  - Basse – Benny Rietveld
  - Batterie – Billy Johnson
  - Percussion – Karl Perazzo
  - Congas – Raul Rekow
  - Chant – Tony Lindsay, Karl Perazzo
  - Trombone – Jose Abel Figueroa, Mic Gillette
  - Trompettes – Mic Gillette, Marvin McFadden

- Nothing at All
  - Guitare – Carlos Santana
  - Chant – Musiq
  - Claviers – George Whitty
  - Basse – Benny Rietveld
  - Batterie – Carter Beauford
  - Congas & Percussion – Karl Perazzo

- The Game of Love
  - Guitare solo, congas, percussions – Carlos Santana
  - Guitare rythmique, chant, chœurs – Michelle Branch
  - Guitare électrique - Rusty Anderson
  - Piano, orgue – Chester D Thompson
  - Programmation – Dante Ross, John Gamble
  - Basse – Benny Rietveld
  - Percussion – Karl Perazzo
  - Percussions additionnelles - Luis Conte
  - Trombone – Jeff Cressman, Martin Wehner
  - Trompettes – Bill Ortiz, Julius Melendez
  - Chœurs - Andy Vargas, Niki Harris*, Rick Nowels, Siedah Garrett
  - Congas – Raul Rekow
  - Programmation de la batterie – Wayne Rodrigues
  - Batterie – Brian Collier

- You Are My Kind
  - Guitare, chœurs – Carlos Santana
  - Chant – Seal
  - Claviers – Chester D Thompson
  - Basse – Benny Rietveld
  - Batterie – Horacio Hernandez
  - Percussion – Karl Perazzo
  - Congas – Raul Rekow
  - Chant – Karl Perazzo
  - Chœurs – Karl Perazzo, Tony Lindsay

- Amoré (Sexo)
  - Guitare – Carlos Santana
  - Chant – Macy Gray
  - Claviers – Chester D Thompson
  - Basse – Benny Rietveld
  - Batterie – Rodney Holmes
  - Percussion – Karl Perazzo
  - Congas – Raul Rekow
  - Trombone – Jeff Cressman, Jose Abel Figueroa
  - Trompettes – Javier Melendez, William Ortiz

- Foo Foo
  - Guitare solo – Carlos Santana
  - Guitare rythmique – Francis Dunnery, Al Anderson
  - Claviers – Loris Holland
  - Programmation – Kobie Brown, Che Pope
  - Basse – Tom Barney
  - Chœurs – Lenesha Randolph
  - Saxophone & Flûte – Danny Wolinski
  - Trombone – Steve Touré
  - Trompette & Flugelhorn – Earl Gardner
  - Tuba – Joseph Daley

- Victory Is Won
  - Guitare – Carlos Santana
  - Basse - Benny Rietveld
  - Violon – Jeremy Cohen
  - Viole – Daniel Seidenberg, Hari Balakrisnan
  - Violoncelle – Joseph Herbert
  - Claviers - Chester D Thompson
  - Batterie - Michael Shrieve

- Since Supernatural
  - Guitare & cloches de traineau – Carlos Santana
  - Chant – Melky Jean and Governor Washington, Jr.
  - Claviers – Chester D Thompson
  - Programmation, Accordéon – K. C. Porter
  - Basse – Benny Rietveld
  - Batterie – Rodney Holmes
  - Percussion – Karl Perazzo
  - Congas – Raul Rekow
  - Chœurs – Tony Lindsay, K. C. Porter, Karl Perazzo
  - Trompettes – Jose Abel Figueroa, Marvin McFadden, Mic Gillette
  - Trombone – Ramon Flores, Mic Gillette

- America
  - Guitare solo – Carlos Santana
  - Guitare rythmique – Sergio Vallín
  - Chant – P.O.D.
  - Claviers – Alberto Salas, Chester D Thompson
  - Basse – Juan Calleros
  - Batterie – Alex González
  - Timbales & Percussion – Karl Perazzo
  - Congas – Raul Rekow
  - Chœurs – Gonzalo Chomat, Alex González
  - Direction des chœurs – Jose Quintana

- Sideways
  - Guitare – Carlos Santana
  - Chant – Citizen Cope
  - Chœurs – Chad & Earl
  - Claviers – Chester D Thompson
  - Basse – Benny Rietveld
  - Batterie – Rodney Holmes
  - Timbales & Percussion – Karl Perazzo
  - Congas & Percussion – Raul Rekow
  - Percussion – Humberto Hernandez

- Why Don't You & I
  - Guitare solo – Carlos Santana
  - Guitare rythmique & Percussion – Raul Pacheco
  - Chant - Chad Kroeger
  - Claviers & Programmation – K. C. Porter, Chester D Thompson
  - Basse – Benny Rietveld
  - Batterie – Gregg Bissonette
  - Timbales – Karl Perazzo
  - Congas – Raul Rekow

- Feels Like Fire
  - Guitare solo, chœurs – Carlos Santana
  - Guitare Rythmique – J. B. Eckl
  - Basse – Mike Porcaro
  - Chant - Dido
  - Claviers – K C Porter, Chester D Thompson
  - Programmation – K C Porter
  - Batterie – Jimmy Keegan
  - Timbales & Percussion – Karl Perazzo
  - Congas & Percussion – Luis Conte
  - Chœurs – Fher, Tony Lindsay, Karl Perazzo, K. C. Porter, Ola Taylor, Pauline Taylor
  - Traduction espagnole – Chein Garcia Alonso

- Aye Aye Aye
  - Guitare – Carlos Santana
  - Chant - Andy Vargas
  - Claviers – Chester D Thompson
  - Percussion – Carlos Santana
  - Programmation – Mike Mani
  - Chant – Tony Lindsay, Jeanie Tracy
  - Pro Tools – Andre for Screaming Lizard
  - Arrangement de la batterie - Michael Walden
  - Batterie - Karl Perazzo

- Hoy Es Adios
  - Guitare - Carlos Santana
  - Guitare rythmique - Klaus Derendorf
  - Chant - Alejandro Lerner

## Charts et certifications
Charts album
| Pays             | Durée du classement | Meilleur classement | Date              |
| ---------------- | ------------------- | ------------------- | ----------------- |
| Allemagne        | 20 semaines         | 2e                  | 4 novembre 2002   |
| Australie        | 36 semaines         | 11e                 | 10 novembre 2002  |
| Autriche         | 17 semaines         | 4e                  | 3 novembre 2002   |
| Belgique (W)     | 12 semaines         | 16e                 | 9 novembre 2002   |
| Belgique (V)     | 6 semaines          | 34e                 | 16 novembre 2002  |
| Canada           | 3 semaines          | 4e                  | 9 novembre 2002   |
| Danemark         | 15 semaines         | 4e                  | 1er novembre 2002 |
| États-Unis       | 56 semaines         | 1er                 | 9 novembre 2002   |
| Finlande         | 11 semaines         | 7e                  | 21 octobre 2002   |
| France           | 18 semaines         | 2e                  | 26 octobre 2002   |
| Italie           | 18 semaines         | '1er                | 24 octobre 2002   |
| Norvège          | 11 semaines         | 6e                  | 28 octobre 2002   |
| Nouvelle-Zélande | 23 semaines         | 8e                  | 30 mars 2003      |
| Pays-Bas         | 33 semaines         | 3e                  | 9 novembre 2002   |
| Royaume-Uni      | 15 semaines         | 10e                 | 2 novembre 2002   |
| Suède            | 5 semaines          | 15e                 | 31 octobre 2002   |
| Suisse           | 24 semaines         | 1er                 | 3 novembre 2002   |

Certifications
| Pays             | Certification | Ventes      | Date             |
| ---------------- | ------------- | ----------- | ---------------- |
| Allemagne        | Platine       | 300 000 +   | 2002             |
| Australie        | Platine       | 70 000 +    | 2 janvier 2003   |
| Autriche         | Platine       | 40 000      | 18 novembre 2002 |
| Belgique         | Or            | 20 000 +    | 02/11/2002       |
| États-Unis       | 2 × Platine   | 2 000 000 + | 25 novembre 2002 |
| France           | Or            | 100 000 +   | 11 décembre 2002 |
| Nouvelle-Zélande | Platine       | 15 000 +    | 19 novembre 2003 |
| Pays-Bas         | Or            | 40 000 +    | 2002             |
| Royaume-Uni      | Or            | 100 000 +   | 29 novembre 2002 |
| Suède            | Or            | 30 000 +    | 2002             |
| Suisse           | 2 × Platine   | 80 000 +    | 2002             |

### Singles
The Game of Love
| Chart                   | Durée du classement | Position | Date              |
| ----------------------- | ------------------- | -------- | ----------------- |
| Hot 100                 | 37 semaines         | 5e       | 30 novembre 2002  |
| Adult contemporary      | 61 semaines         | 1er      | 5 avril 2003      |
| Single Top 100          | 9 semaines          | 46e      | 11 novembre 2002  |
| ARIA Charts             | 36 semaines         | 11e      | 10 novembre 2002  |
| Ö3 Austria Top 40       | 17 semaines         | 4e       | 3 novembre 2002   |
| (W) Ultratop            | 12 semaines         | 16e      | 9 novembre 2002   |
| (V) Ultratop            | 6 semaines          | 34e      | 16 novembre 2002  |
| Canadian singles        | 21 semaines         | 4e       | 22 mars 2003      |
| Track Top-40            | 15 semaines         | 4e       | 1er novembre 2002 |
| Suomen virallinen lista | 11 semaines         | 7e       | 21 octobre 2002   |
| Top 100                 | 18 semaines         | 2e       | 26 octobre 2002   |
| FIMI                    | 18 semaines         | 1er      | 24 octobre 2002   |
| VG-lista                | 11 semaines         | 6e       | 28 novembre 2002  |
| RMNZ Singles Top40      | 23 semaines         | 8e       | 30 mars 2003      |
| Mega Top 50             | 33 semaines         | 3e       | 9 novembre 2002   |
| UK Singles Chart        | 9 semaines          | 16e      | 23 novembre 2002  |
| Sverigetopplistan       | 5 semaines          | 15e      | 31 octobre 2002   |
| Schweizer Hitparade     | 24 semaines         | 1er      | 3 novembre 2002   |

Nothing at All
| Chart               | Durée du classement | Position | Date          |
| ------------------- | ------------------- | -------- | ------------- |
| Schweizer Hitparade | 3 semaines          | 74e      | 13 avril 2003 |

Why Don't You & I
| Chart              | Durée du classement | Position | Date              |
| ------------------ | ------------------- | -------- | ----------------- |
| Hot 100            | 35 semaines         | 8e       | 25 octobre 2003   |
| Adult contemporary | 26 semaines         | 16e      | 7 février 2004    |
| Single Top 100     | 4 semaines          | 76e      | 22 septembre 2003 |

Feels Like Fire
| Chart              | Durée du classement | Position | Date        |
| ------------------ | ------------------- | -------- | ----------- |
| RMNZ Singles Top40 | 13 semaines         | 26e      | 25 mai 2003 |